# Palicourea spathacea
Palicourea spathacea är en måreväxtart som beskrevs av Charlotte M. Taylor. Palicourea spathacea ingår i släktet Palicourea och familjen måreväxter.
Artens utbredningsområde är Costa Rica. Inga underarter finns listade i Catalogue of Life.